# 雑家
雑家（ざっか）は、古代中国の諸子百家の一つであり、また伝統的な四部分類の子部のひとつでもある。
儒家、道家、法家、墨家など諸家の説を取捨、総合、参酌した（百科全書的）学派である。

## 概要
雑家の代表的著作には秦代の呂不韋『呂氏春秋』と前漢の 劉安『淮南子』があるが、いずれもひとりで書いたものではなく、多数の学者を集めて著したものである。『呂氏春秋』が儒家の思想を基本に置いて諸家を折衷しているのに対し、『淮南子』では根幹を道家に置いている。また、道家のうちで『老子』と『荘子』を並称していることも特徴的である（老荘思想を参照）。
『淮南子』の故事成語から象徴的なものを引用するのであれば、「鹿を追う者は山を見ず」（一事に熱中すると他の事を考える余裕がなくなること、利欲に迷うと道理がわからなくなること）の語が、端的に雑家の思考（大局観の為の思想）成立を表したものといえる。

## 書物
- 『呂氏春秋』
- 『淮南子』
- 『尸子』

このほか、雑家に何を含めるかは揺れが大きい。例えば『尉繚子』は、『漢書』芸文志や『隋書』経籍志では雑家とされるが、『四庫全書』では兵家とされる。
また、『四庫全書』では、所属する書物の数が少ないものをまとめて雑家に統合したため、従来の墨家・名家・縦横家はすべて雑家として分類されている。